# 李虹 (1956年)
李虹（1956年—2023年5月10日），女，曾任中共中央党校图书馆研究员，中国共产党早期领导人之一李大钊的孙女，微博账号“看老照片”实际运营者。